# It’s That Girl Again
It’s That Girl Again – czwarty studyjny album Basi, wydany w 2009 roku przez wytwórnię Koch Records (w USA) oraz przez Magic Records (w Polsce).

## Tło
Album był pierwszym od 15 lat solowym studyjnym wydawnictwem Basi. W międzyczasie artystka nagrała płytę Matt's Mood z Matt Bianco, wydała album koncertowy oraz kompilację, a także udzielała się gościnnie na płytach innych artystów. Przerwa spowodowana była głównie przez śmierć bliskich jej osób, m.in. matki. Prace nad albumem rozpoczęły się pod koniec 2006 roku, a został on wydany najpierw 11 marca 2009 w Japonii, następnie pod koniec marca w USA i Europie, a dopiero 17 kwietnia w Polsce. Płyta została wydana przez niezależną wytwórnię Koch Records (która później zmieniła nazwę na Entertainment One Music), w Polsce natomiast dystrybucją zajęła się firma Magic Records.
W Polsce album promował radiowy singel „A Gift”, choć na rynku amerykańskim pierwszym singlem było nagranie „Blame It on the Summer”. Płyta cieszyła się przychylnymi recenzjami, a także sukcesem komercyjnym, docierając do top 10 na liście sprzedaży albumów jazzowych w USA oraz top 5 w Polsce, gdzie ostatecznie pokryła się platyną. Jesienią 2009 „I Must” zostało kolejnym singlem w polskich rozgłośniach, a wiosną 2010 radiowym singlem w USA został utwór „If Not Now Then When”. Na płycie znalazła się piosenka „Amelki śmiech”, pierwsza w repertuarze Basi w całości wykonana po polsku.

## Lista piosenek
Wszystkie utwory zostały napisane przez Basię Trzetrzelewską oraz Danny’ego White’a, o ile nie podano inaczej.
1. „If Not Now Then When” (Trzetrzelewska, White, Kevin Robinson) – 4:51
2. „Someone for Everyone” (Trzetrzelewska, White, Mark Reilly) – 4:13
3. „I Must” – 4:58
4. „A Gift” – 3:43
5. „Everybody’s on the Move” – 3:49
6. „There’s a Tear” – 4:15
7. „Blame It on the Summer” (Trzetrzelewska, White, Andy Ross) – 4:29
8. „Two Islands” – 4:44
9. „Love Lies Bleeding” – 4:05
10. „Winners” – 3:58
11. „They Know Nothing About Us” – 4:07
12. „Amelki śmiech” – 3:59
13. „It’s That Girl Again” – 3:55

Utwory dodatkowe dostępne na wersji japońskiej, Borders Exclusive Edition, oraz iTunes
1. „Oh Mama” - 3:55
2. „Clear Horizon (2009)” – 4:06

Materiał wideo na bonusowym DVD na wersji specjalnej
1. „Basia – Droga do sławy”
2. „Third Time Lucky” (reż. Nick Morris)
3. „Yearning” (reż. Howard Greenhalgh)
4. „Drunk on Love” (reż. Nick Morris)
5. „Cruising for Bruising” (reż. Nick Morris)
6. „Baby You're Mine” (reż. Nick Morris)
7. „Until You Come Back to Me” (reż. Nick Morris)
8. „Time & Tide” (reż. Nick Morris)
9. „New Day for You” (reż. Nick Morris)

## Pozycje na listach
| Kraj              | Lista                    | Najwyższa pozycja | Certyfikat      |
| ----------------- | ------------------------ | ----------------- | --------------- |
| Japonia           | Oricon                   | 148               |                 |
| Polska            | OLiS                     | 4                 | platynowa płyta |
| Stany Zjednoczone | Jazz Albums              | 8                 |                 |
| Stany Zjednoczone | Contemporary Jazz Albums | 5                 |                 |